# CGC Viareggio 2015-2016
Questa voce raccoglie le informazioni riguardanti del CGC Viareggio nelle competizioni ufficiali della stagione 2015-2016.

## Stagione
Trentaseiesima stagione di massima serie, A1. Il Viareggio arriva terzo a pari merito, ma per la classifica con gli scontri diretti è retrocesso al quinto posto. Dopo aver superato il Breganze ai quarti, il CGC viene eliminato in semifinale scudetto dal Forte dei Marmi in gara-3, alla bella, ai supplementari grazie al golden goal. In EuroLega, i bianconeri sono eliminati dal Liceo e da Oliverense alla fase a gironi.

## Maglie e sponsor
| 1ª divisa | 2ª divisa |

## Organigramma societario
- Presidente: Alessandro Palagi
- Vicepresidente: Massimo Barozzi
- Consiglieri: Renzo Pardini
- Direttore sportivo:
- Segretaria:
- Addetto stampa:

## Organico

### Giocatori
Dati tratti dal sito internet ufficiale della Federazione Italiana Sport Rotellistici.
| N° | Naz.                  | Ruolo    | Sportivo          |  |  |  |
| -- | --------------------- | -------- | ----------------- |  |  |  |
|    | Italia (bandiera)     | Portiere | Emiliano Torre    |  |  |  |
|    | Argentina (bandiera)  | Esterno  | Fernando Montigel |  |  |  |
|    | Italia (bandiera)     | Portiere | Leonardo Barozzi  |  |  |  |
|    | Italia (bandiera)     | Esterno  | Elia Cinquini     |  |  |  |
|    | Italia (bandiera)     | Esterno  | Romeo D'Anna      |  |  |  |
|    | Italia (bandiera)     | Esterno  | Mirko Bertolucci  |  |  |  |
|    | Spagna (bandiera)     | Esterno  | Josep Selva       |  |  |  |
|    | Italia (bandiera)     | Esterno  | Nicola Palagi     |  |  |  |
|    | Italia (bandiera)     | Esterno  | Andrea Deinite    |  |  |  |
|    | Italia (bandiera)     | Esterno  | Samuele Muglia    |  |  |  |
|    | Portogallo (bandiera) | Esterno  | Sergio Silva      |  |  |  |

### Staff tecnico
- 1º Allenatore:  Alessandro Bertolucci
- 2º Allenatore: n.a.
- Meccanico: